# Émetteur-récepteur

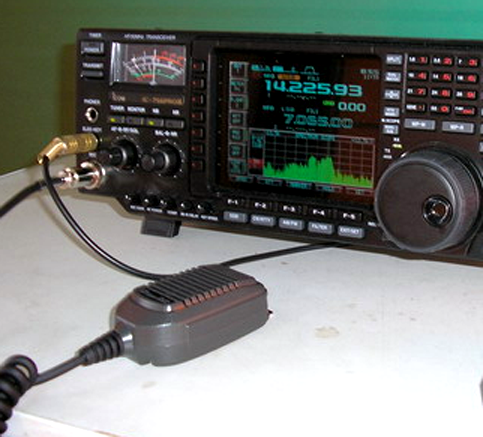
Émetteur-récepteur radioamateur moderne.

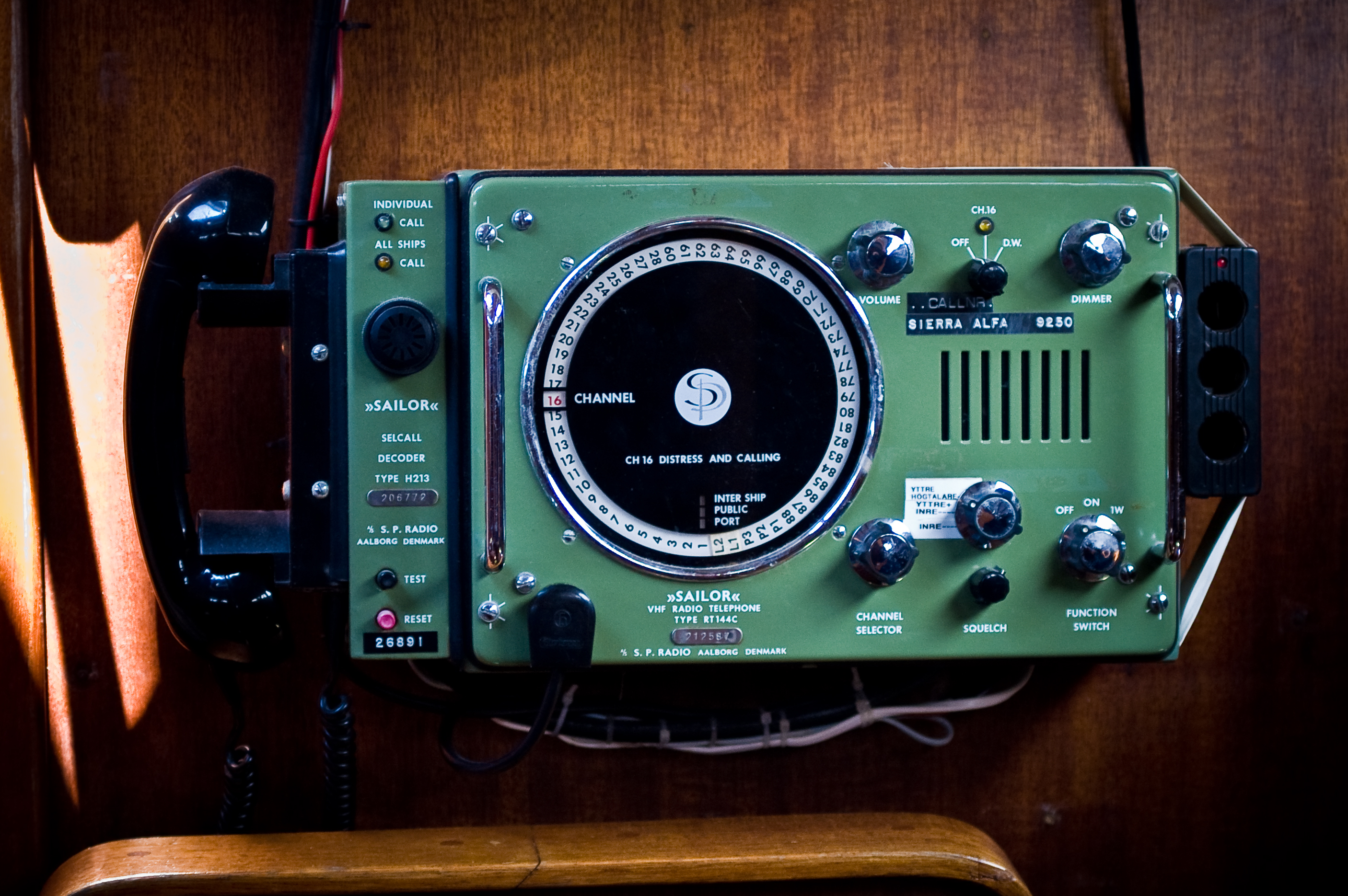
Émetteur-récepteur VHF marine "Sailor RT144C"

Un émetteur-récepteur est un équipement électronique combinant un récepteur et un émetteur qui partagent des circuits communs. Les anglophones disent « transceiver », contraction de « TRANSmitter » (« émetteur ») et de « reCEIVER » (« récepteur »). Ce mot est parfois francisé en  « transcepteur ». Il est utilisé dans plusieurs contextes.

## Émetteur-récepteur informatique
Dans les réseaux informatiques du type Ethernet, le transceiver (Medium Attachment Unit ou MAU) est intercalé entre le câble qui forme le réseau (paire torsadée, coaxial ou fibre optique) et l'interface physique sur la machine. Il permet donc le rattachement de la station au réseau. Le câble reliant le « transceiver » à la machine est appelé « câble de descente », « câble Attachment Unit Interface » (AUI) ou « drop cable » en anglais.

## Émetteur-récepteur radio
En radioélectricité, les émetteurs-récepteurs permettent la communication bidirectionnelle, en half- ou full-duplex par l'espace hertzien. Les fonctions d'émission et de réception sont similaires à des fonctions séparées, mais partagent des ressources communes : 
- antenne ;
- alimentation (batterie ou secteur) ;
- interfaces ;
- commandes et affichages ;
- générateurs de fréquences.

Selon l'application, ils peuvent être portatifs ou fixes.
- Les équipements portatifs, munis d'une antenne intégrée et d'une batterie, sont parfois historiquement appelés talkie-walkie. Ils fonctionnent en général en mode alternat. Selon les bandes de fréquences, ils nécessitent une licence (aviation, marine, radioamateur, etc.), ou sont libres d'usage (cibiste, bandes ISM, GSM, etc.)
- Les équipements fixes sont les éléments centraux d'une station radioélectrique autonome, comme en radio maritime, radioamateurisme, militaire, aviation, protection civile, police... Dans ce cas l'émetteur-récepteur n'inclut en général pas l'antenne elle-même, mais seulement la commutation d'antenne en mode simplex, ou le duplexeur permettant de la partager entre canal émission et canal réception en mode duplex.

## Galerie

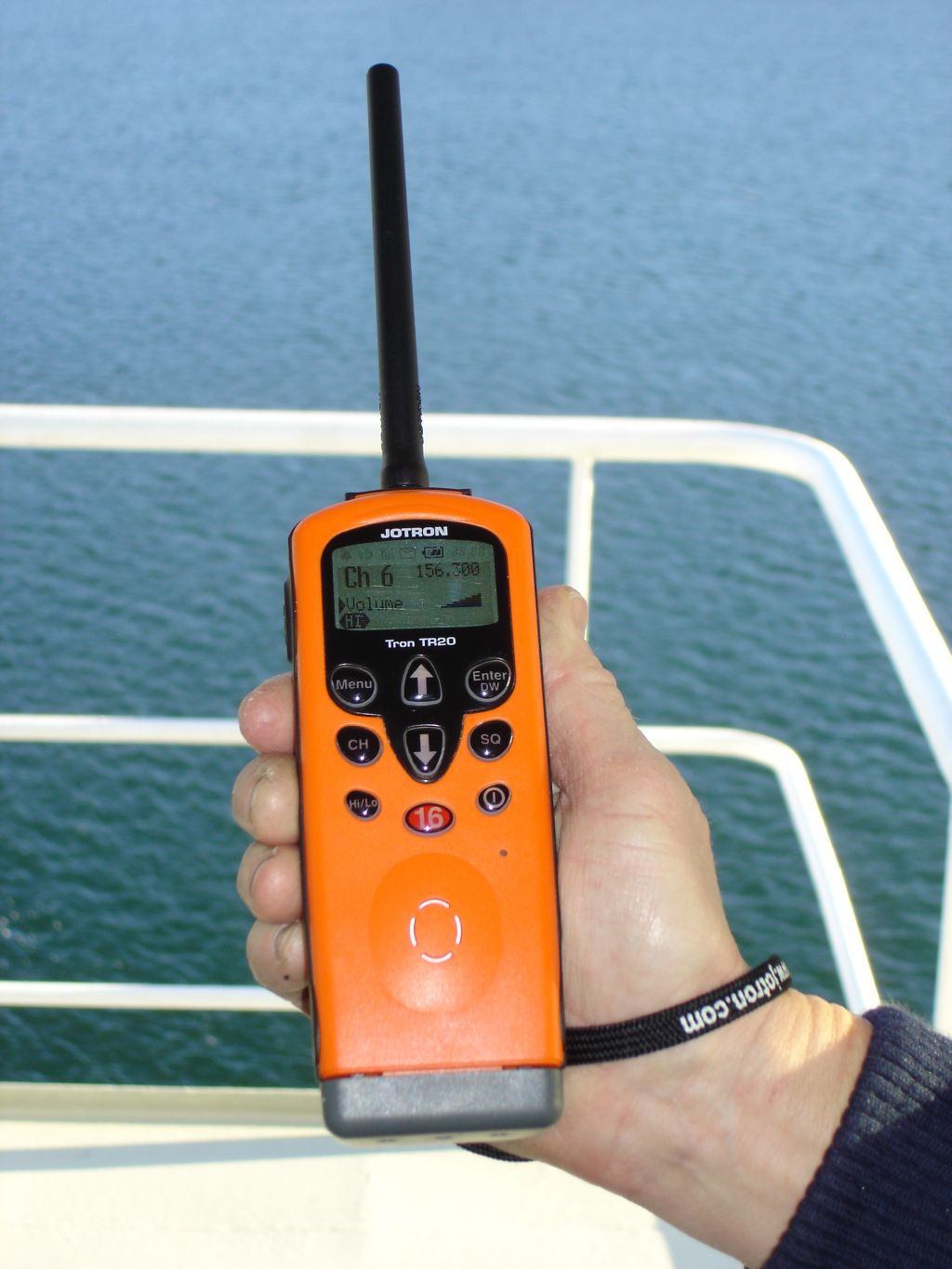
Émetteur-récepteur VHF marine mobile
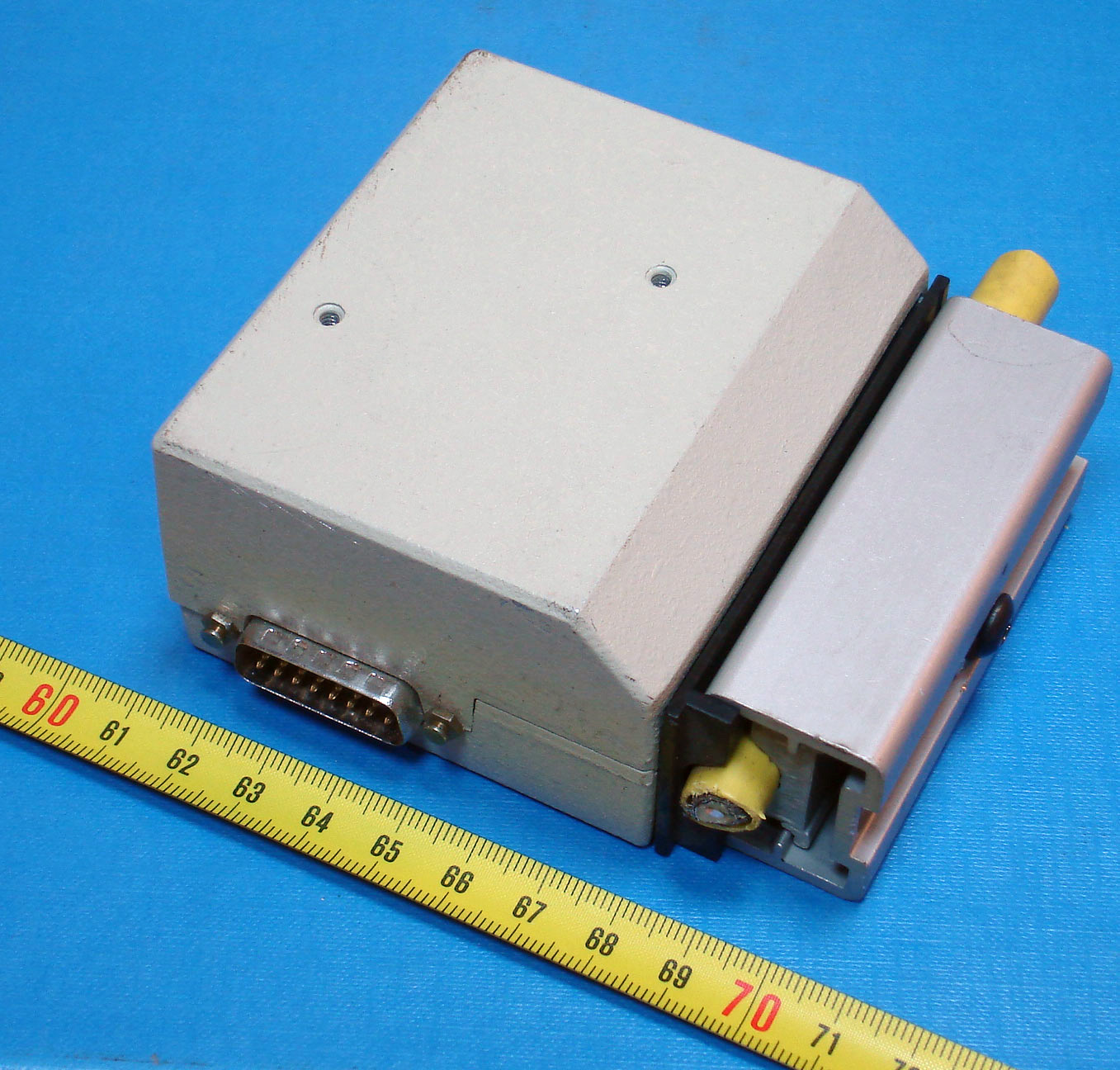
Un émetteur-récepteur Ethernet 10BASE5 (10 Mb/s)
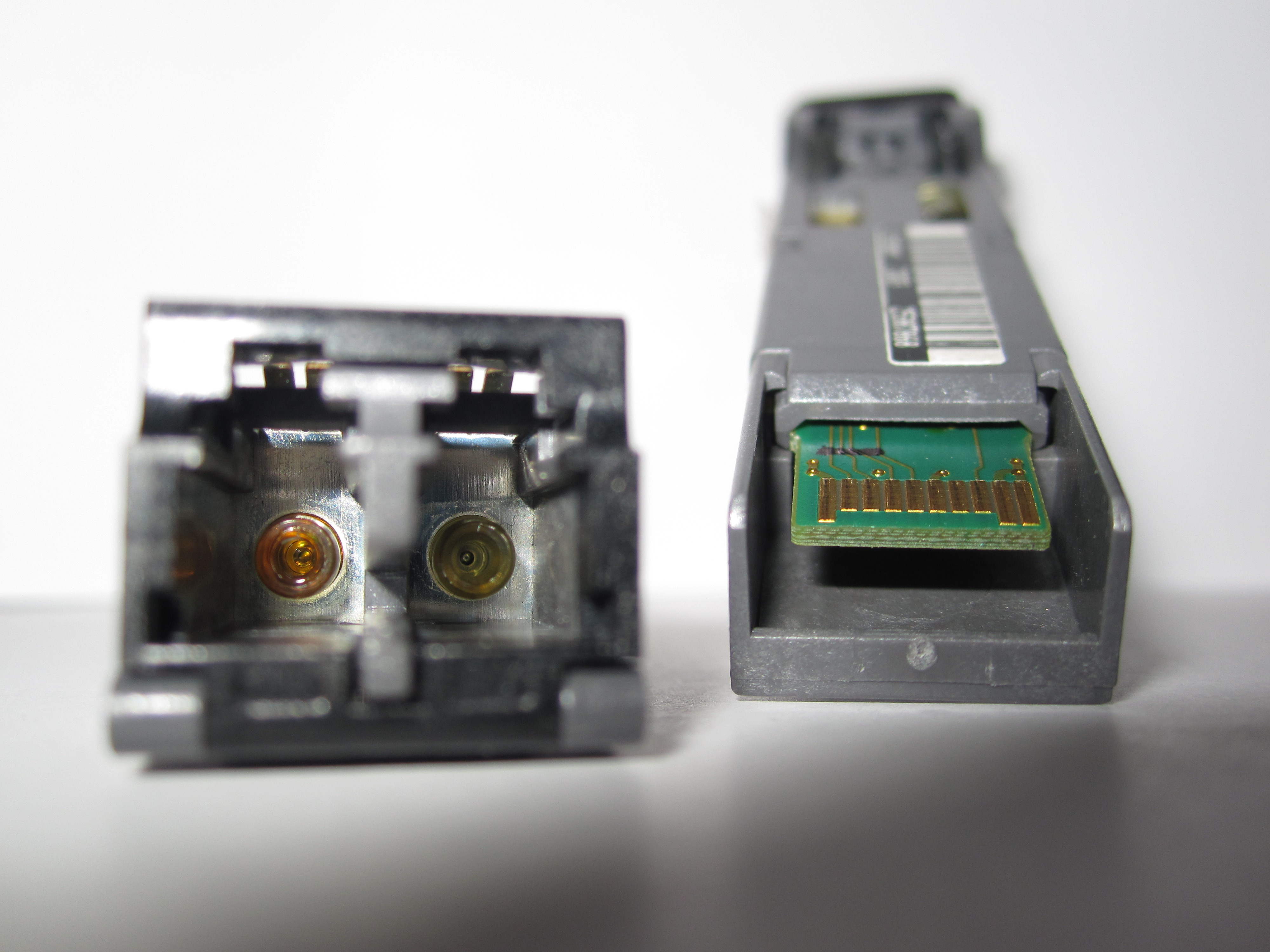
Un module branchable en service émetteur-récepteur optique Ethernet 1000BASE-SX (1 Gb/s)